# Cordulegaster trinacriae
Cordulegaster trinacriae – gatunek ważki z rodziny szklarnikowatych (Cordulegastridae). Jest endemitem Włoch, występuje w południowej i centralnej części kraju oraz na Sycylii.